# Villa Mirasol
Villa Mirasol es una localidad de la provincia de La Pampa, Argentina, que pertenece al departamento Quemú Quemú. Su zona rural se extiende también sobre el departamento Conhelo.

## Toponimia
Debe su nombre a la abundancia de garzas amarillas llamadas Mirasoles.

## Población
Contó con 546 habitantes (Indec, 2010), lo que representó un descenso del 10,64% frente a los 611 habitantes (Indec, 2001) del censo anterior.
El censo nacional 2022 arrojó 578 habitantes y 297 viviendas.
| Gráfica de evolución demográfica de Villa Mirasol entre 1991 y 2022 |
|                                                                     |
| Fuente: Censos nacionales del INDEC                                 |